# ТВ Морони
ТВ Морони били су југословенски и српски панк рок и бенд новог таласа из Београда, познати по гостовању на компилацији Артистичка радна акција из 1981. године.

## Историјат
У саставу бенд били су Зоран Церар (вокал), Александар Александрић (водећа гитара), Александар Ђукић (ритам гитара), Зоран Јанковић (бас) и Мићо Узелац (бубњеви). Други чланови бенда били су Срђан Драгојевић и Горан Николић, али нису ништа снимили са бендом.
Њихове две песме Моја борба и Пада ноћ нашле су се на музичкој компилацији Артистичка радна акција, која је окупила београдске бендове нвог таласа и панк рока. Бенд се такође појавио на Вентилатор демо топ 10 емисији у фебруару 1983. године, са песмом Теби дајем све, али она никада није пуштена. Након издања компилације, бенд је распуштен.
Након распуштања бенда, Александар Ђукић формирао је групу Несаломиви у септембру 1986. године и они су објавили сингл Ја имам идеју, који су написали Зоран Церар и Александар Ђукић, песму из времена ТВ Морона. Песма је објављена на компилацији 101 откуцај у ритму срца вол. 1 под окриљем ЗКП РТЉ, а доспела је на велики број југословенских радио станица. Бенд Несаломови снимили су 2008. године албума Исти онај дечак, који је изашао за Далас рекордс.
Срђан Драгојевић је након тога постао филмски режисер и сценариста. Горан Никилић свирао је у неколико бендова, укључујући Џамбасове и Неочекивана сила која се изненада појављује и решава ствар.

## Наслеђе
Текст песме Моја борба нашао се у књизи Петра Јањатовића Песме братства, детињства & потомства: Антологија екс ЈУ рок поезије 1967—2007.
У филму Срђана Драгојевића А3 – Рокенрол узвраћа ударац, главни актер Марко је фронтмен бенда ТВ Морони и он изводи обраду песме Аниматори Анђели нас зову да им скинемо крила.

## Дискографија
| Песма                                           | Година издања |
| ----------------------------------------------- | ------------- |
| Пада ноћ / Моја борба — Артистичка радна акција | 1981          |